# 大庙街道
大庙街道是中华人民共和国江苏省徐州市贾汪区下辖的一个街道办事处，实属徐州经济技术开发区。
2013年8月6日，江苏省人民政府批复同意撤销庙山镇，以原庙山镇的大湖、侯集、河套、孤山、前姚、后姚、安然、大庙、佟村、上山、东贺、西贺、李庄、马庄、前坝、后坝16个村委会区域及沈店、晓山、金龙湖3个居委会区域和原大吴镇虎山、夏庄2个村委会区域，设立大庙街道办事处，街道办事处驻兴镇南路8号。2018年，以大庙的5个村和6个居委会拆分出金龙湖街道，为徐州经济技术开发区的核心区。

## 行政区划
大庙街道下辖以下村级行政区划单位：
侯集村、河套村、前姚村、后姚村、大庙村、安然村、孤山村、前坝村、后坝村、李庄村、马庄村、夏庄村和虎山村。